# 越えろ!楽天イーグルス
「越えろ!楽天イーグルス」（こえろ らくてんイーグルス）は、℃-uteのシングル。2008年3月20日に発売。

## 概要
- 東北楽天ゴールデンイーグルスオフィシャルストア、Hello!Projectオフィシャルショップのみで発売された。
- ℃-uteコンサートツアー 2008夏 〜忘れたくない夏〜においても楽天球団の本拠地である宮城県のZepp Sendai公演と、プロ野球のフランチャイズ地域となっていない静岡・アクトシティ浜松公演、群馬・前橋市民文化会館公演でも披露された。また、同ツアーのDVDでは前橋公演で披露されたものが特別収録された。

## 収録曲
1. 越えろ!楽天イーグルス
作詞・作曲：つんく、編曲：鈴木Daichi秀行
2008年シーズン楽天イーグルス公式応援歌
2. 越えろ!楽天イーグルス (Instrumental)